# 新妙镇
新妙镇，是中华人民共和国重庆市涪陵区下辖的一个乡镇级行政单位。

## 行政区划
新妙镇下辖以下地区：
群护社区、普陀村、适园村、白鹤村、郑家村、行政村、弋阳村、北门村、开平村、小坪村、平政村、岔河村、同协村、庆林村、互助村、玉泉村、鹅岭村、游江村、十字村、德新村、中观村、大岭村和金凤村。